# جيروسالم (نيويورك)
جوراليسم (بالإنجليزية: Jerusalem, New York)‏ هي بلدة أمريكية تقع في الولايات المتحدة في مقاطعة ياتس، نيويورك. يقدر عدد سكانها بـ 4,469 نسمة ومساحتها 169.4 كم2 وترتفع عن سطح البحر 224 متر.

## أعلام
- توماس بي. جاكسون
- فرانك هيرمان سكوفيلد